# Guarda
Pour les articles homonymes, voir Guarda (homonymie).
Guarda est une municipalité (en portugais : concelho ou município) du Portugal, située dans le district de Guarda et la région Centre, sous-région Beira intérieure Nord.
Culminant à 1 060 mètres d'altitude sur un contrefort oriental de la serra da Estrela, la municipalité de Guarda a une superficie de 717,88 km2 et une population de 42 541 habitants (2011), répartis dans 55 paroisses. Elle est la ville la plus haute du Portugal et est ainsi surnommée Cidade mais alta.
Avec environ 30 000 habitants (pour la cité proprement dite), Guarda est la principale ville et capitale du district de Guarda et le chef-lieu de la communauté urbaine de Beiras et Serra da Estrela (Beiras e Serra da Estrela en portugais).

## Géographie
La municipalité de Guarda est limitrophe :
- au nord et au nord-est, de Pinhel,
- à l'est, d'Almeida,
- à l'est et au sud, de Sabugal,
- au sud, de Belmonte,
- au sud-ouest, de Covilhã et Manteigas,
- à l'ouest, de Gouveia,
- au nord-ouest, de Celorico da Beira.

La commune est située à l'entrée Est du parc naturel de la serra da Estrela.

## Histoire

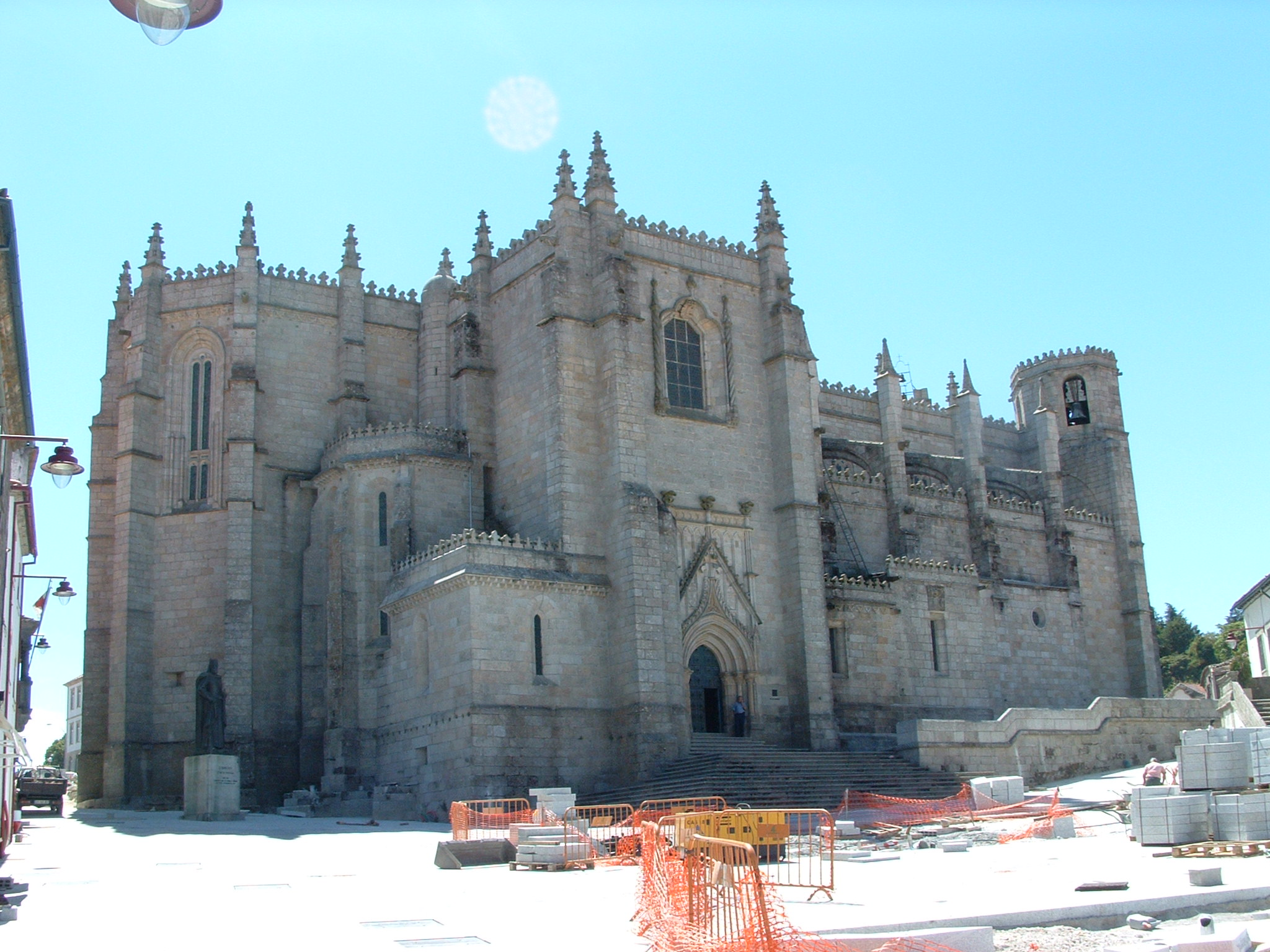
La Sé (cathédrale) de Guarda.

1199 - La ville est établie par une charte du roi Sanche Ier de Portugal, le 27 novembre, avec l'intention de servir de centre administratif de commerce, d'organisation et de défense de la frontière du Côté contre les Royaumes du Meseta au centre de la Péninsule Ibérique :
La ville appartient au premier Royaume de León, ensuite Castille et finalement Espagne. C'est ainsi qu'elle a donné le nom de Ville de la Garde.
Le territoire de la municipalité a été amputé, en 2001, par le détachement de la paroisse de Vale de Amoreira et son rattachement à la municipalité de Manteigas.

## Démographie
| 1801   | 1849   | 1900   | 1930   | 1960   | 1981   | 1991   | 2001   | 2004   |
| ------ | ------ | ------ | ------ | ------ | ------ | ------ | ------ | ------ |
| 17 287 | 21 771 | 41 910 | 43 283 | 48 994 | 40 360 | 38 765 | 44 083 | 44 149 |

| 2011   | - | - | - | - | - | - | - | - |
| ------ | - | - | - | - | - | - | - | - |
| 42 541 | - | - | - | - | - | - | - | - |

## Monuments / Architecture
La Sé est une cathédrale de style gothique totalement édifiée en granit, son fronton latéral donne sur un magnifique parvis de granit. Commencée en 1390, elle ne fut terminée qu'en 1540, ce qui explique la présence d'éléments Renaissance et manuélins dans sa décoration.
Ville fortifiée par des murailles dont ne subsistent que les parties situées à l'ouest de la ville (« Porta do sol ») et dont le donjon encore visible se trouve au point culminant de la ville.
De nombreux bâtiments publics ont conservé leur aspect originel et notamment le musée, qui retrace l'histoire de la Beira Alta au moyen de pièces archéologiques et ethnographiques, de peintures religieuses des XVIe-XVIIIe siècle, d'aquarelles et de sculptures. Une section est même consacrée au poète de la ville, Augusto Gil (1873-1929).

## Subdivisions
La municipalité de Guarda groupe 55 paroisses (freguesia, en portugais) :
| - Adão - Albardo - Aldeia do Bispo - Aldeia Viçosa - Alvendre - Arrifana - Avelãs da Ribeira - Avelãs de Ambom - Benespera - Carvalhal Meão - Casal de Cinza - Castanheira - Cavadoude - Codesseiro - Corujeira - Faia - Famalicão - Fernão Joanes - Gagos | - Gonçalo - Gonçalo Bocas - João Antão - Maçainhas, anciennement Maçainhas de Baixo - Marmeleiro - Meios - Mizarela - Monte Margarida - Panóias de Cima - Pega - Pêra do Moço - Pêro Soares - Porto da Carne - Pousada - Ramela - Ribeira dos Carinhos - Rocamondo - Rochoso | - Santana da Azinha - São Miguel da Guarda (Guarda) - São Miguel de Jarmelo - São Pedro de Jarmelo - São Vicente - Sé - Seixo Amarelo - Sobral da Serra - Trinta - Vale de Estrela - Valhelhas - Vela - Videmonte - Vila Cortês do Mondego - Vila Fernando - Vila Franca do Deão - Vila Garcia - Vila Soeiro |

## Jumelage
- Wattrelos (France)
- Safed (Israël)